# 陳基虞
陳基虞（1565年—1643年），字志華，號賓門，福建同安縣金門陽翟人。明朝政治人物，萬曆己丑進士。

## 生平
萬曆十六年（1588年）舉人，萬曆十七年（1589年）聯捷己丑科進士。初官浙江蕭山縣知縣，升柳州府同知，贬徽州府學教授，遷廣東南雄府推官。升調新會縣知縣，擢南京大理寺评事、南京刑部郎中，三十九年出知廉州府，丁母喪歸。四十四年服闋謁選，改知順德府。四十六年官廣東兵備副使，分守岭东道（驻地潮州）。崇禎初，起复任彰德府知府。二年（1629年），清兵入寇，京师戒严，辅助河南巡抚范景文筹措军需，不久辞官归乡。
陳基虞歸籍後，居於同安縣城西門內，故居俗稱「陳厝內」。卒年七十九。

## 家族
曾祖陳渭。祖父陳㭿。父陳廷佐。